# Tour de France feminino de 2023
O Tour de France feminino de 2023, (oficialmente Tour de France Femmes avec Zwift), é a segunda edição do Tour de France Femmes. A corrida decorreu de 23 a 30 de julho de 2023 e foi a 21ª corrida do calendário do UCI Women's World Tour de 2023. A prova foi organizada pela Amaury Sport Organisation (ASO), que também organiza o Tour de France masculino.
A corrida foi vencida por Demi Vollering da SD Worx, derrotando sua rival Annemiek van Vleuten (Movistar Team) com uma vitória por etapa dominante no Col du Tourmalet. O segundo lugar ficou com o companheiro de equipa do Vollering, Lotte Kopecky, que vestiu a camisola amarela durante seis etapas depois de vencer a primeira etapa. O pódio foi completado por Katarzyna Niewiadoma, do Canyon-SRAM, pelo segundo ano consecutivo.
Nas outras classificações da corrida, Kopecky venceu a classificação por pontos. Além de terminar em terceiro na classificação geral (GC), Niewiadoma também levou a camisa de bolinhas como vencedora da classificação Rainha das Montanhas (QoM). Cédrine Kerbaol, da Ceratizit - Wnt Pro Cycling, levou a camisola branca como vencedora da classificação jovens, que foi atribuída ao ciclista GC mais bem colocado com menos de 23 anos. SD Worx venceu a classificação por equipas como a equipa com o menor tempo agregado entre os seus três pilotos mais bem colocados. Yara Kastelijn recebeu o prémio de super-combatividade para aumentar a sua vitória na Etapa 4.
No geral, a corrida foi muito elogiada pelo público, mídia, equipes e ciclistas – com grandes multidões e alta audiência na TV. A diretora da prova, Marion Rousse, afirmou que a edição de 2023 "foi o ano da confirmação: tivemos de provar que a primeira edição não foi apenas curiosidade".

## Equipas participantes
22 equipes participaram da corrida. Cada equipe conta com sete ciclistas, um a mais que a edição de 2022. Todas as 15 UCI Women's WorldTeams foram automaticamente convidadas. A elas se juntaram 7 equipes continentais femininas da UCI - as duas melhores equipes continentais femininas da UCI de 2022 ( Ceratizit – WNT Pro Cycling e Lifeplus – Wahoo ) receberam um convite automático e as outras cinco equipes foram selecionadas pela Amaury Sport Organization (ASO), os organizadores do Tour. As equipes foram anunciadas em 14 de abril de 2023.
| translation for headoftableIII_translate index 58 not found (15)- Canyon-SRAM Racing - EF Education-TIBCO-SVB - FDJ-Suez - Fenix-Deceuninck - Human Powered Health - Israel-Premier Tech Roland - Liv Racing TeqFind - Movistar Team - Team DSM-Firmenich - Team Jayco AlUla - Team Jumbo-Visma - SD Worx - Lidl-Trek - UAE Team ADQ - Uno-X Pro Cycling Team UCI Women's continental teams (7)- AG Insurance - Soudal Quick-Step Team - Arkéa Women - Ceratizit-WNT Pro Cycling - Cofidis - Lifeplus Wahoo - St Michel-Mavic-Auber93 - Coop-Hitec Products |
| |

## Percurso e etapas
Em outubro de 2022, o percurso foi anunciado pelo diretor de prova Marion Rousse. A corrida começou em Clermont-Ferrand no mesmo dia em que a turnê masculina termina em Paris, antes de seguir para o sul pelo Maciço Central em direção aos Pirenéus. A etapa final será um contra-relógio individual em Pau, utilizando um percurso semelhante à edição de 2019 do La Course by Le Tour de France. A vencedora de 2022, Annemiek van Vleuten, chamou a rota de "uma atualização", com outros pilotos dando as boas-vindas à inclusão de subidas maiores e um contra-relógio.
Assim como na edição de 2022, o percurso exigiu uma dispensa da Union Cycliste Internationale, já que as corridas do WorldTour Feminino têm uma extensão máxima de etapa de 160 km e uma duração máxima de corrida de seis dias.
| Etapa | Data        | Percurso                                      | Distância | Tipo   | Tipo                      | Ganhador                                |
| ----- | ----------- | --------------------------------------------- | --------- | ------ | ------------------------- | --------------------------------------- |
| 1     | 23 de julho | Clermont-Ferrand                              | 124 km    |        | Etapa plana               | Lotte Kopecky (BEL) Lotte Kopecky (BEL) |
| 2     | 24 de julho | Clermont-Ferrand para Mauriac                 | 148 km    |        | Etapa montanhosa          |                                         |
| 3     | 25 de julho | Collonges-la-Rouge para Montignac-Lascaux     | 147 km    |        | Etapa plana               |                                         |
| 4     | 26 de julho | Cahors a Rodez                                | 177 km    |        | Etapa montanhosa          |                                         |
| 5     | 27 de julho | Onet-le-Château para Albi                     | 126 km    |        | Etapa plana               |                                         |
| 6     | 28 de julho | Albi para Blagnac                             | 122 km    |        | Etapa plana               |                                         |
| 7     | 29 de julho | Lannemezan para Tourmalet Bagnères-de-Bigorre | 90 km     |        | Etapa de montanha         |                                         |
| 8     | 30 de julho | pau                                           | 22 km     |        | Contra-relógio individual |                                         |
| Total | Total       | Total                                         | 956 km    | 956 km | 956 km                    | 956 km                                  |

## Visão geral da corrida
Antes da corrida, Annemiek van Vleuten e Demi Vollering foram consideradas favoritas antes da corrida para a classificação geral, após as vitórias de Van Vleuten na La Vuelta Femenina e Giro Donne, e os segundos lugares de Vollering na La Vuelta Femenina e no Tour de France Femmes de 2022. Outras candidatas cotadas para a classificação geral (GC) incluíram Elisa Longo Borghini, Juliette Labous, Ashleigh Moolman-Pasio e Veronica Ewers.
Lorena Wiebes, Charlotte Kool, e Silvia Persico foram consideradas favoritas para a classificação por pontos, com Van Vleuten, Vollering e Ricarda Bauernfeind apontadas para a classificação de montanhas.
O elenco de 154 ciclistas foi descrito como "empilhado", com os 13 primeiros colocados da edição de 2022 participando. A cobertura da mídia antes do evento foi muito positiva, com antecipação da chegada ao cume no Col du Tourmalet e o contra-relógio em Pau. A largada em Clermont-Ferrand também foi bem-vinda, com Rouleur afirmando que "quebra os grilhões que a prendem à corrida masculina".

## Etapas
| Etapa | Data    | Percurso                               | type                      | Distância (km) | Elevação (m) | Vencedor            | Líder geral    |
| ----- | ------- | -------------------------------------- | ------------------------- | -------------- | ------------ | ------------------- | -------------- |
| 1     | 23 jul. | Clermont-Ferrand – Clermont-Ferrand    | etapa plana               | 123,8          | 1 051 m      | Lotte Kopecky       | Lotte Kopecky  |
| 2     | 24 jul. | Clermont-Ferrand – Mauriac             | etapa escarpada           | 151,7          | 2 449 m      | Liane Lippert       | Lotte Kopecky  |
| 3     | 25 jul. | Collonges-la-Rouge – Montignac-Lascaux | etapa plana               | 147,2          | 1 846 m      | Lorena Wiebes       | Lotte Kopecky  |
| 4     | 26 jul. | Cahors – Rodez                         | etapa escarpada           | 177,1          | 2 477 m      | Yara Kastelijn      | Lotte Kopecky  |
| 5     | 27 jul. | Onet-le-Château – Albi                 | etapa plana               | 126,1          | 1 732 m      | Ricarda Bauernfeind | Lotte Kopecky  |
| 6     | 28 jul. | Albi – Blagnac                         | etapa plana               | 122,1          | 1 192 m      | Emma Norsgaard      | Lotte Kopecky  |
| 7     | 29 jul. | Lannemezan – Passo do Tourmalet        | alta montanha             | 89,8           | 2 611 m      | Demi Vollering      | Demi Vollering |
| 8     | 30 jul. | Pau – Pau                              | contrarrelógio individual | 22,6           | 197 m        | Marlen Reusser      | Demi Vollering |

## Classificações finais
As classificações finalizaram da seguinte forma:

### Classificação geral(Maillot Jaune)
| \| Classificação geral \| Classificação geral \| Classificação geral \| Classificação geral \| Classificação geral \| \| Ciclista \| Ciclista \| Equipe \| Tempo \| \| \| ------------------- \| ---------------------- \| ------------------------------ \| ------------------- \| ------------------- \| \| 1. \| Demi Vollering \| SD Worx \| 25h17m35s \| \| \| 2. \| Lotte Kopecky \| SD Worx \| + 3m03s \| \| \| 3. \| Katarzyna Niewiadoma \| Canyon-SRAM Racing \| + 3m03s \| \| \| 4. \| Annemiek van Vleuten \| Movistar Team \| + 3m59s \| \| \| 5. \| Juliette Labous \| Team dsm-firmenich \| + 4m48s \| \| \| 6. \| Ashleigh Moolman Pasio \| AG Insurance-Soudal Quick-Step \| + 5m21s \| \| \| 7. \| Cecilie Uttrup Ludwig \| FDJ-Suez \| + 9m09s \| \| \| 8. \| Ane Santesteban \| Team Jayco AlUla \| + 9m36s \| \| \| 9. \| Ricarda Bauernfeind \| Canyon-SRAM Racing \| + 9m56s \| \| \| 10. \| Amanda Spratt \| Lidl-Trek \| + 10m14s \| \| |                        |                                |           |
| |                        |                                |           |
| Fonte: ProCyclingStats |                        |                                |           |
| Classificação geral |                        |                                |           |
| Ciclista | Ciclista               | Equipe                         | Tempo     |
| 1. | Demi Vollering         | SD Worx                        | 25h17m35s |
| 2. | Lotte Kopecky          | SD Worx                        | + 3m03s   |
| 3. | Katarzyna Niewiadoma   | Canyon-SRAM Racing             | + 3m03s   |
| 4. | Annemiek van Vleuten   | Movistar Team                  | + 3m59s   |
| 5. | Juliette Labous        | Team dsm-firmenich             | + 4m48s   |
| 6. | Ashleigh Moolman Pasio | AG Insurance-Soudal Quick-Step | + 5m21s   |
| 7. | Cecilie Uttrup Ludwig  | FDJ-Suez                       | + 9m09s   |
| 8. | Ane Santesteban        | Team Jayco AlUla               | + 9m36s   |
| 9. | Ricarda Bauernfeind    | Canyon-SRAM Racing             | + 9m56s   |
| 10. | Amanda Spratt          | Lidl-Trek                      | + 10m14s  |

### Classificação por pontos(Maillot Vert)
| Classificação por pontos | Classificação por pontos | Classificação por pontos       | Classificação por pontos | Classificação por pontos |
| Ciclista                 | Ciclista                 | Equipe                         | Pontos                   |                          |
| ------------------------ | ------------------------ | ------------------------------ | ------------------------ | ------------------------ |
| 1.                       | Lotte Kopecky            | SD Worx                        | 243 pts                  |                          |
| 2.                       | Ashleigh Moolman Pasio   | AG Insurance-Soudal Quick-Step | 153 pts                  |                          |
| 3.                       | Demi Vollering           | SD Worx                        | 97 pts                   |                          |
| 4.                       | Ricarda Bauernfeind      | Canyon-SRAM Racing             | 81 pts                   |                          |
| 5.                       | Emma Norsgaard           | Movistar Team                  | 67 pts                   |                          |
| 6.                       | Katarzyna Niewiadoma     | Canyon-SRAM Racing             | 66 pts                   |                          |
| 7.                       | Liane Lippert            | Movistar Team                  | 64 pts                   |                          |
| 8.                       | Marlen Reusser           | SD Worx                        | 61 pts                   |                          |
| 9.                       | Yara Kastelijn           | Fenix-Deceuninck               | 60 pts                   |                          |
| 10.                      | Annemiek van Vleuten     | Movistar Team                  | 59 pts                   |                          |

### Classificação da montanha(Maillot à Pois Rouges)
| Classificação da montanha | Classificação da montanha | Classificação da montanha      | Classificação da montanha | Classificação da montanha |
| Ciclista                  | Ciclista                  | Equipe                         | Pontos                    |                           |
| ------------------------- | ------------------------- | ------------------------------ | ------------------------- | ------------------------- |
| 1.                        | Katarzyna Niewiadoma      | Canyon-SRAM Racing             | 27 pts                    |                           |
| 2.                        | Yara Kastelijn            | Fenix-Deceuninck               | 23 pts                    |                           |
| 3.                        | Demi Vollering            | SD Worx                        | 19 pts                    |                           |
| 4.                        | Anouska Koster            | Uno-X Pro Cycling Team         | 19 pts                    |                           |
| 5.                        | Annemiek van Vleuten      | Movistar Team                  | 18 pts                    |                           |
| 6.                        | Kathrin Hammes            | EF Education-TIBCO-SVB         | 11 pts                    |                           |
| 7.                        | Ashleigh Moolman Pasio    | AG Insurance-Soudal Quick-Step | 11 pts                    |                           |
| 8.                        | Juliette Labous           | Team dsm-firmenich             | 10 pts                    |                           |
| 9.                        | Julie Van de Velde        | Fenix-Deceuninck               | 9 pts                     |                           |
| 10.                       | Agnieszka Skalniak-Sójka  | Canyon-SRAM Racing             | 8 pts                     |                           |

### Classificação do melhor jovem(Maillot Blanc)
| Classificação dos jovens | Classificação dos jovens | Classificação dos jovens       | Classificação dos jovens | Classificação dos jovens |
| Ciclista                 | Ciclista                 | Equipe                         | Tempo                    |                          |
| ------------------------ | ------------------------ | ------------------------------ | ------------------------ | ------------------------ |
| 1.                       | Cédrine Kerbaol          | Ceratizit-WNT Pro Cycling      | 25h30m02s                |                          |
| 2.                       | Ella Wyllie              | Lifeplus Wahoo                 | + 3m08s                  |                          |
| 3.                       | Eleonora Gasparrini      | UAE Team ADQ                   | + 23m06s                 |                          |
| 4.                       | Léa Curinier             | Team dsm-firmenich             | + 28m05s                 |                          |
| 5.                       | Alice Towers             | Canyon-SRAM Racing             | + 32m10s                 |                          |
| 6.                       | Caroline Andersson       | Liv Racing TeqFind             | + 32m46s                 |                          |
| 7.                       | Silke Smulders           | Liv Racing TeqFind             | + 32m58s                 |                          |
| 8.                       | Julia Borgström          | AG Insurance-Soudal Quick-Step | + 33m28s                 |                          |
| 9.                       | Julie de Wilde           | Fenix-Deceuninck               | + 57m40s                 |                          |
| 10.                      | Nina Berton              | Ceratizit-WNT Pro Cycling      | + 57m41s                 |                          |

### Classificação por equipas(Classement par Équipe)
| Classificação por equipes | Classificação por equipes             | Classificação por equipes | Classificação por equipes |
| Equipe                    | Equipe                                | Tempo                     |                           |
| ------------------------- | ------------------------------------- | ------------------------- | ------------------------- |
| 1.                        | SD Worx                               | 76h17m38s                 |                           |
| 2.                        | Canyon-SRAM Racing                    | + 12m05s                  |                           |
| 3.                        | Movistar Team                         | + 18m03s                  |                           |
| 4.                        | FDJ-Suez                              | + 19m40s                  |                           |
| 5.                        | UAE Team ADQ                          | + 31m26s                  |                           |
| 6.                        | AG Insurance - Soudal Quick-Step Team | + 35m53s                  |                           |
| 7.                        | Team Jumbo-Visma                      | + 44m26s                  |                           |
| 8.                        | Lidl-Trek                             | + 47m31s                  |                           |
| 9.                        | Team DSM-Firmenich                    | + 50m20s                  |                           |
| 10.                       | Israel-Premier Tech Roland            | + 57m29s                  |                           |

## Evolução das classificações
| Etapa |                           | Vencedor _          | Classificação geral | Prêmio por pontos | Prêmio de montanha   | Juventude       | Disputa                  | Equipes |
| ----- | ------------------------- | ------------------- | ------------------- | ----------------- | -------------------- | --------------- | ------------------------ | ------- |
| 1     | etapa plana               | Lotte Kopecky       | Lotte Kopecky       | Lotte Kopecky     | Lotte Kopecky        | Cédrine Kerbaol | Marta Lach               | SD Worx |
| 2     | etapa escarpada           | Liane Lippert       | Lotte Kopecky       | Lotte Kopecky     | Yara Kastelijn       | Cédrine Kerbaol | Anouska Koster           | SD Worx |
| 3     | etapa plana               | Lorena Wiebes       | Lotte Kopecky       | Lotte Kopecky     | Julie Van de Velde   | Cédrine Kerbaol | Julie Van de Velde       | SD Worx |
| 4     | etapa escarpada           | Yara Kastelijn      | Lotte Kopecky       | Lotte Kopecky     | Anouska Koster       | Cédrine Kerbaol | Yara Kastelijn           | SD Worx |
| 5     | etapa plana               | Ricarda Bauernfeind | Lotte Kopecky       | Lotte Kopecky     | Yara Kastelijn       | Cédrine Kerbaol | Ricarda Bauernfeind      | SD Worx |
| 6     | etapa plana               | Emma Norsgaard      | Lotte Kopecky       | Lotte Kopecky     | Yara Kastelijn       | Cédrine Kerbaol | Agnieszka Skalniak-Sójka | SD Worx |
| 7     | alta montanha             | Demi Vollering      | Demi Vollering      | Lotte Kopecky     | Katarzyna Niewiadoma | Cédrine Kerbaol | Katarzyna Niewiadoma     | SD Worx |
| 8     | contrarrelógio individual | Marlen Reusser      | Demi Vollering      | Lotte Kopecky     | Katarzyna Niewiadoma | Cédrine Kerbaol | não atribuído            | SD Worx |
| Final | Final                     |                     | Demi Vollering      | Lotte Kopecky     | Katarzyna Niewiadoma | Cédrine Kerbaol | Yara Kastelijn           | SD Worx |

## Ciclistas participantes e posições finais
| Movistar Team MOV | Movistar Team MOV                    | Movistar Team MOV |
| ----------------- | ------------------------------------ | ----------------- |
| Num               | Ciclista                             | Pos               |
| 1                 | Annemiek van Vleuten (NED) (estrada) | 4.                |
| 2                 | Aude Biannic (FRA)                   | 84.               |
| 3                 | Sheyla Gutiérrez (ESP)               | 89.               |
| 4                 | Emma Norsgaard (DEN) (CRI)           | 70.               |
| 5                 | Liane Lippert (GER) (estrada)        | 20.               |
| 6                 | Floortje Mackaij (NED)               | 65.               |
| 7                 | Paula Patiño (COL)                   | 25.               |

| SD Worx SDW | SD Worx SDW                         | SD Worx SDW |
| ----------- | ----------------------------------- | ----------- |
| Num         | Ciclista                            | Pos         |
| 11          | Demi Vollering (NED) (estrada)      | 1.          |
| 12          | Mischa Bredewold (NED)              | 63.         |
| 13          | Elena Cecchini (ITA)                | 95.         |
| 14          | Lotte Kopecky (BEL) (estrada e CRI) | 2.          |
| 15          | Christine Majerus (LUX) (estrada)   | 60.         |
| 16          | Marlen Reusser (SUI) (estrada)      | 28.         |
| 17          | Lorena Wiebes (NED) (estrada)       | NP-5        |

| Canyon-SRAM Racing CSR | Canyon-SRAM Racing CSR               | Canyon-SRAM Racing CSR |
| ---------------------- | ------------------------------------ | ---------------------- |
| Num                    | Ciclista                             | Pos                    |
| 21                     | Katarzyna Niewiadoma (POL)           | 3.                     |
| 22                     | Ricarda Bauernfeind (GER)            | 9.                     |
| 23                     | Elise Chabbey (SUI)                  | 36.                    |
| 24                     | Soraya Paladin (ITA)                 | 42.                    |
| 25                     | Sarah Roy (AUS)                      | 90.                    |
| 26                     | Agnieszka Skalniak-Sójka (POL) (CRI) | 54.                    |
| 27                     | Alice Towers (GBR)                   | 44.                    |

| Team Jumbo-Visma TJV | Team Jumbo-Visma TJV        | Team Jumbo-Visma TJV |
| -------------------- | --------------------------- | -------------------- |
| Num                  | Ciclista                    | Pos                  |
| 31                   | Marianne Vos (NED)          | DNF-7                |
| 32                   | Anna Henderson (GBR)        | 68.                  |
| 33                   | Amber Kraak (NED)           | 17.                  |
| 34                   | Coryn Labecki (USA)         | 103.                 |
| 35                   | Riejanne Markus (NED) (CRI) | 11.                  |
| 36                   | Karlijn Swinkels (NED)      | 76.                  |
| 37                   | Eva van Agt (NED)           | DNF-2                |

| UAE Team ADQ UAD | UAE Team ADQ UAD             | UAE Team ADQ UAD |
| ---------------- | ---------------------------- | ---------------- |
| Num              | Ciclista                     | Pos              |
| 41               | Silvia Persico (ITA)         | 14.              |
| 42               | Alena Amialiusik             | 43.              |
| 43               | Olivia Baril (CAN)           | 29.              |
| 44               | Chiara Consonni (ITA)        | NP-7             |
| 45               | Eleonora Gasparrini (ITA)    | 32.              |
| 46               | Elizabeth Holden (GBR) (CRI) | 59.              |
| 47               | Erica Magnaldi (ITA)         | 13.              |

| Team dsm-firmenich DSM | Team dsm-firmenich DSM          | Team dsm-firmenich DSM |
| ---------------------- | ------------------------------- | ---------------------- |
| Num                    | Ciclista                        | Pos                    |
| 51                     | Juliette Labous (FRA)           | 5.                     |
| 52                     | Léa Curinier (FRA)              | 37.                    |
| 53                     | Pfeiffer Georgi (GBR) (estrada) | 61.                    |
| 54                     | Megan Jastrab (USA)             | 111.                   |
| 55                     | Charlotte Kool (NED)            | HD-7                   |
| 56                     | Esmée Peperkamp (NED)           | 48.                    |
| 57                     | Elise Uijen (NED)               | DNF-4                  |

| Lidl-Trek LTK | Lidl-Trek LTK                              | Lidl-Trek LTK |
| ------------- | ------------------------------------------ | ------------- |
| Num           | Ciclista                                   | Pos           |
| 61            | Elisa Balsamo (ITA)                        | NP-7          |
| 62            | Lucinda Brand (NED)                        | 52.           |
| 63            | Lizzie Deignan (GBR)                       | 35.           |
| 64            | Lauretta Hanson (AUS)                      | 87.           |
| 65            | Elisa Longo Borghini (ITA) (estrada e CRI) | NP-7          |
| 66            | Ilaria Sanguineti (ITA)                    | 109.          |
| 67            | Amanda Spratt (AUS)                        | 10.           |

| FDJ-Suez FST | FDJ-Suez FST                | FDJ-Suez FST |
| ------------ | --------------------------- | ------------ |
| Num          | Ciclista                    | Pos          |
| 71           | Cecilie Uttrup Ludwig (DEN) | 7.           |
| 72           | Loes Adegeest (NED)         | DNF-7        |
| 73           | Grace Brown (AUS) (CRI)     | 31.          |
| 74           | Marta Cavalli (ITA)         | 19.          |
| 75           | Vittoria Guazzini (ITA)     | 114.         |
| 76           | Évita Muzic (FRA)           | DNF-5        |
| 77           | Jade Wiel (FRA)             | 67.          |

| EF Education-TIBCO-SVB TIB | EF Education-TIBCO-SVB TIB     | EF Education-TIBCO-SVB TIB |
| -------------------------- | ------------------------------ | -------------------------- |
| Num                        | Ciclista                       | Pos                        |
| 81                         | Veronica Ewers (USA)           | NP-7                       |
| 82                         | Letizia Borghesi (ITA)         | 62.                        |
| 83                         | Kathrin Hammes (GER)           | 50.                        |
| 84                         | Alison Jackson (CAN) (estrada) | 108.                       |
| 85                         | Sara Poidevin (CAN)            | 80.                        |
| 86                         | Magdeleine Vallieres (CAN)     | 97.                        |
| 87                         | Georgia Williams (NZL) (CRI)   | 58.                        |

| Liv Racing TeqFind LIV | Liv Racing TeqFind LIV      | Liv Racing TeqFind LIV |
| ---------------------- | --------------------------- | ---------------------- |
| Num                    | Ciclista                    | Pos                    |
| 91                     | Mavi García (ESP) (estrada) | NP-8                   |
| 92                     | Caroline Andersson (SWE)    | 45.                    |
| 93                     | Rachele Barbieri (ITA)      | DNF-4                  |
| 94                     | Thalita de Jong (NED)       | 66.                    |
| 95                     | Jeanne Korevaar (NED)       | 101.                   |
| 96                     | Silke Smulders (NED)        | 46.                    |
| 97                     | Quinty Ton (NED)            | 56.                    |

| AG Insurance-Soudal Quick-Step AGS | AG Insurance-Soudal Quick-Step AGS | AG Insurance-Soudal Quick-Step AGS |
| ---------------------------------- | ---------------------------------- | ---------------------------------- |
| Num                                | Ciclista                           | Pos                                |
| 101                                | Ashleigh Moolman Pasio (RSA)       | 6.                                 |
| 102                                | Mireia Benito (ESP) (CRI)          | DNF-1                              |
| 103                                | Maaike Boogaard (NED)              | 91.                                |
| 104                                | Julia Borgström (SWE)              | 47.                                |
| 105                                | Justine Ghekiere (BEL)             | 22.                                |
| 106                                | Lotta Henttala (FIN)               | DQ-6                               |
| 107                                | Romy Kasper (GER)                  | 38.                                |

| Fenix-Deceuninck FED | Fenix-Deceuninck FED          | Fenix-Deceuninck FED |
| -------------------- | ----------------------------- | -------------------- |
| Num                  | Ciclista                      | Pos                  |
| 111                  | Julie de Wilde (BEL)          | 82.                  |
| 112                  | Sanne Cant (BEL)              | 85.                  |
| 113                  | Yara Kastelijn (NED)          | 26.                  |
| 114                  | Evy Kuijpers (NED)            | 104.                 |
| 115                  | Christina Schweinberger (AUT) | 39.                  |
| 116                  | Marthe Truyen (BEL)           | 73.                  |
| 117                  | Julie Van de Velde (BEL)      | 57.                  |

| Israel-Premier Tech Roland CGS | Israel-Premier Tech Roland CGS | Israel-Premier Tech Roland CGS |
| ------------------------------ | ------------------------------ | ------------------------------ |
| Num                            | Ciclista                       | Pos                            |
| 121                            | Claire Steels (GBR)            | 18.                            |
| 122                            | Fien Delbaere (BEL)            | DNF-2                          |
| 123                            | Tamara Balabolina              | 21.                            |
| 124                            | Nathalie Eklund (SWE)          | 102.                           |
| 125                            | Elena Hartmann (SUI)           | 79.                            |
| 126                            | Elizabeth Stannard (AUS)       | 53.                            |
| 127                            | Lara Vieceli (ITA)             | NP-2                           |

| Uno-X Pro Cycling Team UXT | Uno-X Pro Cycling Team UXT        | Uno-X Pro Cycling Team UXT |
| -------------------------- | --------------------------------- | -------------------------- |
| Num                        | Ciclista                          | Pos                        |
| 131                        | Anouska Koster (NED)              | 40.                        |
| 132                        | Susanne Andersen (NOR) (estrada)  | 93.                        |
| 133                        | Maria Giulia Confalonieri (ITA)   | NP-7                       |
| 134                        | Marte Berg Edseth (NOR)           | DNF-3                      |
| 135                        | Hannah Ludwig (GER)               | 71.                        |
| 136                        | Wilma Olausson (SWE)              | 106.                       |
| 137                        | Mie Bjørndal Ottestad (NOR) (CRI) | NP-5                       |

| St Michel-Mavic-Auber 93 AUB | St Michel-Mavic-Auber 93 AUB | St Michel-Mavic-Auber 93 AUB |
| ---------------------------- | ---------------------------- | ---------------------------- |
| Num                          | Ciclista                     | Pos                          |
| 141                          | Coralie Demay (FRA)          | 27.                          |
| 142                          | Sandrine Bideau (FRA)        | 112.                         |
| 143                          | Simone Boilard (CAN)         | 34.                          |
| 144                          | Camille Fahy (FRA)           | 86.                          |
| 145                          | Célia Le Mouel (FRA)         | 88.                          |
| 146                          | Dilyxine Miermont (FRA)      | 64.                          |
| 147                          | Margot Pompanon (FRA)        | 81.                          |

| Human Powered Health HPW | Human Powered Health HPW                 | Human Powered Health HPW |
| ------------------------ | ---------------------------------------- | ------------------------ |
| Num                      | Ciclista                                 | Pos                      |
| 151                      | Audrey Cordon-Ragot (FRA)                | 33.                      |
| 152                      | Alice Barnes (GBR)                       | HD-7                     |
| 153                      | Henrietta Christie (NZL)                 | 105.                     |
| 154                      | Antri Christoforou (CYP) (estrada e CRI) | 119.                     |
| 155                      | Barbara Malcotti (ITA)                   | 24.                      |
| 156                      | Marjolein van 't Geloof (NED)            | 123.                     |
| 157                      | Eri Yonamine (JPN) (CRI)                 | 78.                      |

| Cofidis COF | Cofidis COF                   | Cofidis COF |
| ----------- | ----------------------------- | ----------- |
| Num         | Ciclista                      | Pos         |
| 161         | Clara Koppenburg (GER)        | 15.         |
| 162         | Martina Alzini (ITA)          | DNF-7       |
| 163         | Morgane Coston (FRA)          | 74.         |
| 164         | Špela Kern (SLO)              | NP-3        |
| 165         | Rachel Neylan (AUS)           | 49.         |
| 166         | Gabrielle Pilote Fortin (CAN) | DNF-5       |
| 167         | Josie Talbot (AUS)            | 122.        |

| Team Jayco AlUla BEX | Team Jayco AlUla BEX  | Team Jayco AlUla BEX |
| -------------------- | --------------------- | -------------------- |
| Num                  | Ciclista              | Pos                  |
| 171                  | Ane Santesteban (ESP) | 8.                   |
| 172                  | Jessica Allen (AUS)   | 118.                 |
| 173                  | Teniel Campbell (TTO) | 99.                  |
| 174                  | Georgie Howe (AUS)    | 96.                  |
| 175                  | Nina Kessler (NED)    | 94.                  |
| 176                  | Alexandra Manly (AUS) | 75.                  |
| 177                  | Amber Pate (AUS)      | 72.                  |

| Lifeplus Wahoo DRP | Lifeplus Wahoo DRP         | Lifeplus Wahoo DRP |
| ------------------ | -------------------------- | ------------------ |
| Num                | Ciclista                   | Pos                |
| 181                | Margaux Vigie (FRA)        | 110.               |
| 182                | Natalie Grinczer (GBR)     | 30.                |
| 183                | Typhaine Laurance (FRA)    | 120.               |
| 184                | Kaja Rysz (POL)            | DNF-5              |
| 185                | April Tacey (GBR)          | 116.               |
| 186                | Babette van der Wolf (NED) | DNF-7              |
| 187                | Ella Wyllie (NZL)          | 16.                |

| Ceratizit-WNT Pro Cycling WNT | Ceratizit-WNT Pro Cycling WNT | Ceratizit-WNT Pro Cycling WNT |
| ----------------------------- | ----------------------------- | ----------------------------- |
| Num                           | Ciclista                      | Pos                           |
| 191                           | Cédrine Kerbaol (FRA) (CRI)   | 12.                           |
| 192                           | Sandra Alonso (ESP)           | 92.                           |
| 193                           | Alice Maria Arzuffi (ITA)     | 41.                           |
| 194                           | Nina Berton (LUX)             | 83.                           |
| 195                           | Arianna Fidanza (ITA)         | 98.                           |
| 196                           | Marta Lach (POL)              | 51.                           |
| 197                           | Kathrin Schweinberger (AUT)   | 100.                          |

| Arkéa Pro Cycling Team ARK | Arkéa Pro Cycling Team ARK    | Arkéa Pro Cycling Team ARK |
| -------------------------- | ----------------------------- | -------------------------- |
| Num                        | Ciclista                      | Pos                        |
| 201                        | Danielle de Francesco (AUS)   | 77.                        |
| 202                        | Clara Emond (CAN)             | 23.                        |
| 203                        | Maaike Coljé (NED)            | 55.                        |
| 204                        | Amandine Fouquenet (FRA)      | DNF-2                      |
| 205                        | Anastasiya Kolesava           | 115.                       |
| 206                        | Marie-Morgane Le Deunff (FRA) | HD-6                       |
| 207                        | Anaïs Morichon (FRA)          | DNF-4                      |

| Coop-Hitec Products HPU | Coop-Hitec Products HPU       | Coop-Hitec Products HPU |
| ----------------------- | ----------------------------- | ----------------------- |
| Num                     | Ciclista                      | Pos                     |
| 211                     | Jenny Rissveds (SWE) (CRI)    | NP-5                    |
| 212                     | Stine Dale (NOR)              | 107.                    |
| 213                     | India Grangier (FRA)          | 117.                    |
| 214                     | Sigrid Ytterhus Haugset (NOR) | 69.                     |
| 215                     | Tiril Jørgensen (NOR)         | 113.                    |
| 216                     | Lucie Jounier (FRA)           | DNF-3                   |
| 217                     | Josie Nelson (GBR)            | 121.                    |

| Movistar Team MOV | Movistar Team MOV                    | Movistar Team MOV |
| ----------------- | ------------------------------------ | ----------------- |
| Num               | Ciclista                             | Pos               |
| 1                 | Annemiek van Vleuten (NED) (estrada) | 4.                |
| 2                 | Aude Biannic (FRA)                   | 84.               |
| 3                 | Sheyla Gutiérrez (ESP)               | 89.               |
| 4                 | Emma Norsgaard (DEN) (CRI)           | 70.               |
| 5                 | Liane Lippert (GER) (estrada)        | 20.               |
| 6                 | Floortje Mackaij (NED)               | 65.               |
| 7                 | Paula Patiño (COL)                   | 25.               |

| SD Worx SDW | SD Worx SDW                         | SD Worx SDW |
| ----------- | ----------------------------------- | ----------- |
| Num         | Ciclista                            | Pos         |
| 11          | Demi Vollering (NED) (estrada)      | 1.          |
| 12          | Mischa Bredewold (NED)              | 63.         |
| 13          | Elena Cecchini (ITA)                | 95.         |
| 14          | Lotte Kopecky (BEL) (estrada e CRI) | 2.          |
| 15          | Christine Majerus (LUX) (estrada)   | 60.         |
| 16          | Marlen Reusser (SUI) (estrada)      | 28.         |
| 17          | Lorena Wiebes (NED) (estrada)       | NP-5        |

| Canyon-SRAM Racing CSR | Canyon-SRAM Racing CSR               | Canyon-SRAM Racing CSR |
| ---------------------- | ------------------------------------ | ---------------------- |
| Num                    | Ciclista                             | Pos                    |
| 21                     | Katarzyna Niewiadoma (POL)           | 3.                     |
| 22                     | Ricarda Bauernfeind (GER)            | 9.                     |
| 23                     | Elise Chabbey (SUI)                  | 36.                    |
| 24                     | Soraya Paladin (ITA)                 | 42.                    |
| 25                     | Sarah Roy (AUS)                      | 90.                    |
| 26                     | Agnieszka Skalniak-Sójka (POL) (CRI) | 54.                    |
| 27                     | Alice Towers (GBR)                   | 44.                    |

| Team Jumbo-Visma TJV | Team Jumbo-Visma TJV        | Team Jumbo-Visma TJV |
| -------------------- | --------------------------- | -------------------- |
| Num                  | Ciclista                    | Pos                  |
| 31                   | Marianne Vos (NED)          | DNF-7                |
| 32                   | Anna Henderson (GBR)        | 68.                  |
| 33                   | Amber Kraak (NED)           | 17.                  |
| 34                   | Coryn Labecki (USA)         | 103.                 |
| 35                   | Riejanne Markus (NED) (CRI) | 11.                  |
| 36                   | Karlijn Swinkels (NED)      | 76.                  |
| 37                   | Eva van Agt (NED)           | DNF-2                |

| UAE Team ADQ UAD | UAE Team ADQ UAD             | UAE Team ADQ UAD |
| ---------------- | ---------------------------- | ---------------- |
| Num              | Ciclista                     | Pos              |
| 41               | Silvia Persico (ITA)         | 14.              |
| 42               | Alena Amialiusik             | 43.              |
| 43               | Olivia Baril (CAN)           | 29.              |
| 44               | Chiara Consonni (ITA)        | NP-7             |
| 45               | Eleonora Gasparrini (ITA)    | 32.              |
| 46               | Elizabeth Holden (GBR) (CRI) | 59.              |
| 47               | Erica Magnaldi (ITA)         | 13.              |

| Team dsm-firmenich DSM | Team dsm-firmenich DSM          | Team dsm-firmenich DSM |
| ---------------------- | ------------------------------- | ---------------------- |
| Num                    | Ciclista                        | Pos                    |
| 51                     | Juliette Labous (FRA)           | 5.                     |
| 52                     | Léa Curinier (FRA)              | 37.                    |
| 53                     | Pfeiffer Georgi (GBR) (estrada) | 61.                    |
| 54                     | Megan Jastrab (USA)             | 111.                   |
| 55                     | Charlotte Kool (NED)            | HD-7                   |
| 56                     | Esmée Peperkamp (NED)           | 48.                    |
| 57                     | Elise Uijen (NED)               | DNF-4                  |

| Lidl-Trek LTK | Lidl-Trek LTK                              | Lidl-Trek LTK |
| ------------- | ------------------------------------------ | ------------- |
| Num           | Ciclista                                   | Pos           |
| 61            | Elisa Balsamo (ITA)                        | NP-7          |
| 62            | Lucinda Brand (NED)                        | 52.           |
| 63            | Lizzie Deignan (GBR)                       | 35.           |
| 64            | Lauretta Hanson (AUS)                      | 87.           |
| 65            | Elisa Longo Borghini (ITA) (estrada e CRI) | NP-7          |
| 66            | Ilaria Sanguineti (ITA)                    | 109.          |
| 67            | Amanda Spratt (AUS)                        | 10.           |

| FDJ-Suez FST | FDJ-Suez FST                | FDJ-Suez FST |
| ------------ | --------------------------- | ------------ |
| Num          | Ciclista                    | Pos          |
| 71           | Cecilie Uttrup Ludwig (DEN) | 7.           |
| 72           | Loes Adegeest (NED)         | DNF-7        |
| 73           | Grace Brown (AUS) (CRI)     | 31.          |
| 74           | Marta Cavalli (ITA)         | 19.          |
| 75           | Vittoria Guazzini (ITA)     | 114.         |
| 76           | Évita Muzic (FRA)           | DNF-5        |
| 77           | Jade Wiel (FRA)             | 67.          |

| EF Education-TIBCO-SVB TIB | EF Education-TIBCO-SVB TIB     | EF Education-TIBCO-SVB TIB |
| -------------------------- | ------------------------------ | -------------------------- |
| Num                        | Ciclista                       | Pos                        |
| 81                         | Veronica Ewers (USA)           | NP-7                       |
| 82                         | Letizia Borghesi (ITA)         | 62.                        |
| 83                         | Kathrin Hammes (GER)           | 50.                        |
| 84                         | Alison Jackson (CAN) (estrada) | 108.                       |
| 85                         | Sara Poidevin (CAN)            | 80.                        |
| 86                         | Magdeleine Vallieres (CAN)     | 97.                        |
| 87                         | Georgia Williams (NZL) (CRI)   | 58.                        |

| Liv Racing TeqFind LIV | Liv Racing TeqFind LIV      | Liv Racing TeqFind LIV |
| ---------------------- | --------------------------- | ---------------------- |
| Num                    | Ciclista                    | Pos                    |
| 91                     | Mavi García (ESP) (estrada) | NP-8                   |
| 92                     | Caroline Andersson (SWE)    | 45.                    |
| 93                     | Rachele Barbieri (ITA)      | DNF-4                  |
| 94                     | Thalita de Jong (NED)       | 66.                    |
| 95                     | Jeanne Korevaar (NED)       | 101.                   |
| 96                     | Silke Smulders (NED)        | 46.                    |
| 97                     | Quinty Ton (NED)            | 56.                    |

| AG Insurance-Soudal Quick-Step AGS | AG Insurance-Soudal Quick-Step AGS | AG Insurance-Soudal Quick-Step AGS |
| ---------------------------------- | ---------------------------------- | ---------------------------------- |
| Num                                | Ciclista                           | Pos                                |
| 101                                | Ashleigh Moolman Pasio (RSA)       | 6.                                 |
| 102                                | Mireia Benito (ESP) (CRI)          | DNF-1                              |
| 103                                | Maaike Boogaard (NED)              | 91.                                |
| 104                                | Julia Borgström (SWE)              | 47.                                |
| 105                                | Justine Ghekiere (BEL)             | 22.                                |
| 106                                | Lotta Henttala (FIN)               | DQ-6                               |
| 107                                | Romy Kasper (GER)                  | 38.                                |

| Fenix-Deceuninck FED | Fenix-Deceuninck FED          | Fenix-Deceuninck FED |
| -------------------- | ----------------------------- | -------------------- |
| Num                  | Ciclista                      | Pos                  |
| 111                  | Julie de Wilde (BEL)          | 82.                  |
| 112                  | Sanne Cant (BEL)              | 85.                  |
| 113                  | Yara Kastelijn (NED)          | 26.                  |
| 114                  | Evy Kuijpers (NED)            | 104.                 |
| 115                  | Christina Schweinberger (AUT) | 39.                  |
| 116                  | Marthe Truyen (BEL)           | 73.                  |
| 117                  | Julie Van de Velde (BEL)      | 57.                  |

| Israel-Premier Tech Roland CGS | Israel-Premier Tech Roland CGS | Israel-Premier Tech Roland CGS |
| ------------------------------ | ------------------------------ | ------------------------------ |
| Num                            | Ciclista                       | Pos                            |
| 121                            | Claire Steels (GBR)            | 18.                            |
| 122                            | Fien Delbaere (BEL)            | DNF-2                          |
| 123                            | Tamara Balabolina              | 21.                            |
| 124                            | Nathalie Eklund (SWE)          | 102.                           |
| 125                            | Elena Hartmann (SUI)           | 79.                            |
| 126                            | Elizabeth Stannard (AUS)       | 53.                            |
| 127                            | Lara Vieceli (ITA)             | NP-2                           |

| Uno-X Pro Cycling Team UXT | Uno-X Pro Cycling Team UXT        | Uno-X Pro Cycling Team UXT |
| -------------------------- | --------------------------------- | -------------------------- |
| Num                        | Ciclista                          | Pos                        |
| 131                        | Anouska Koster (NED)              | 40.                        |
| 132                        | Susanne Andersen (NOR) (estrada)  | 93.                        |
| 133                        | Maria Giulia Confalonieri (ITA)   | NP-7                       |
| 134                        | Marte Berg Edseth (NOR)           | DNF-3                      |
| 135                        | Hannah Ludwig (GER)               | 71.                        |
| 136                        | Wilma Olausson (SWE)              | 106.                       |
| 137                        | Mie Bjørndal Ottestad (NOR) (CRI) | NP-5                       |

| St Michel-Mavic-Auber 93 AUB | St Michel-Mavic-Auber 93 AUB | St Michel-Mavic-Auber 93 AUB |
| ---------------------------- | ---------------------------- | ---------------------------- |
| Num                          | Ciclista                     | Pos                          |
| 141                          | Coralie Demay (FRA)          | 27.                          |
| 142                          | Sandrine Bideau (FRA)        | 112.                         |
| 143                          | Simone Boilard (CAN)         | 34.                          |
| 144                          | Camille Fahy (FRA)           | 86.                          |
| 145                          | Célia Le Mouel (FRA)         | 88.                          |
| 146                          | Dilyxine Miermont (FRA)      | 64.                          |
| 147                          | Margot Pompanon (FRA)        | 81.                          |

| Human Powered Health HPW | Human Powered Health HPW                 | Human Powered Health HPW |
| ------------------------ | ---------------------------------------- | ------------------------ |
| Num                      | Ciclista                                 | Pos                      |
| 151                      | Audrey Cordon-Ragot (FRA)                | 33.                      |
| 152                      | Alice Barnes (GBR)                       | HD-7                     |
| 153                      | Henrietta Christie (NZL)                 | 105.                     |
| 154                      | Antri Christoforou (CYP) (estrada e CRI) | 119.                     |
| 155                      | Barbara Malcotti (ITA)                   | 24.                      |
| 156                      | Marjolein van 't Geloof (NED)            | 123.                     |
| 157                      | Eri Yonamine (JPN) (CRI)                 | 78.                      |

| Cofidis COF | Cofidis COF                   | Cofidis COF |
| ----------- | ----------------------------- | ----------- |
| Num         | Ciclista                      | Pos         |
| 161         | Clara Koppenburg (GER)        | 15.         |
| 162         | Martina Alzini (ITA)          | DNF-7       |
| 163         | Morgane Coston (FRA)          | 74.         |
| 164         | Špela Kern (SLO)              | NP-3        |
| 165         | Rachel Neylan (AUS)           | 49.         |
| 166         | Gabrielle Pilote Fortin (CAN) | DNF-5       |
| 167         | Josie Talbot (AUS)            | 122.        |

| Team Jayco AlUla BEX | Team Jayco AlUla BEX  | Team Jayco AlUla BEX |
| -------------------- | --------------------- | -------------------- |
| Num                  | Ciclista              | Pos                  |
| 171                  | Ane Santesteban (ESP) | 8.                   |
| 172                  | Jessica Allen (AUS)   | 118.                 |
| 173                  | Teniel Campbell (TTO) | 99.                  |
| 174                  | Georgie Howe (AUS)    | 96.                  |
| 175                  | Nina Kessler (NED)    | 94.                  |
| 176                  | Alexandra Manly (AUS) | 75.                  |
| 177                  | Amber Pate (AUS)      | 72.                  |

| Lifeplus Wahoo DRP | Lifeplus Wahoo DRP         | Lifeplus Wahoo DRP |
| ------------------ | -------------------------- | ------------------ |
| Num                | Ciclista                   | Pos                |
| 181                | Margaux Vigie (FRA)        | 110.               |
| 182                | Natalie Grinczer (GBR)     | 30.                |
| 183                | Typhaine Laurance (FRA)    | 120.               |
| 184                | Kaja Rysz (POL)            | DNF-5              |
| 185                | April Tacey (GBR)          | 116.               |
| 186                | Babette van der Wolf (NED) | DNF-7              |
| 187                | Ella Wyllie (NZL)          | 16.                |

| Ceratizit-WNT Pro Cycling WNT | Ceratizit-WNT Pro Cycling WNT | Ceratizit-WNT Pro Cycling WNT |
| ----------------------------- | ----------------------------- | ----------------------------- |
| Num                           | Ciclista                      | Pos                           |
| 191                           | Cédrine Kerbaol (FRA) (CRI)   | 12.                           |
| 192                           | Sandra Alonso (ESP)           | 92.                           |
| 193                           | Alice Maria Arzuffi (ITA)     | 41.                           |
| 194                           | Nina Berton (LUX)             | 83.                           |
| 195                           | Arianna Fidanza (ITA)         | 98.                           |
| 196                           | Marta Lach (POL)              | 51.                           |
| 197                           | Kathrin Schweinberger (AUT)   | 100.                          |

| Arkéa Pro Cycling Team ARK | Arkéa Pro Cycling Team ARK    | Arkéa Pro Cycling Team ARK |
| -------------------------- | ----------------------------- | -------------------------- |
| Num                        | Ciclista                      | Pos                        |
| 201                        | Danielle de Francesco (AUS)   | 77.                        |
| 202                        | Clara Emond (CAN)             | 23.                        |
| 203                        | Maaike Coljé (NED)            | 55.                        |
| 204                        | Amandine Fouquenet (FRA)      | DNF-2                      |
| 205                        | Anastasiya Kolesava           | 115.                       |
| 206                        | Marie-Morgane Le Deunff (FRA) | HD-6                       |
| 207                        | Anaïs Morichon (FRA)          | DNF-4                      |

| Coop-Hitec Products HPU | Coop-Hitec Products HPU       | Coop-Hitec Products HPU |
| ----------------------- | ----------------------------- | ----------------------- |
| Num                     | Ciclista                      | Pos                     |
| 211                     | Jenny Rissveds (SWE) (CRI)    | NP-5                    |
| 212                     | Stine Dale (NOR)              | 107.                    |
| 213                     | India Grangier (FRA)          | 117.                    |
| 214                     | Sigrid Ytterhus Haugset (NOR) | 69.                     |
| 215                     | Tiril Jørgensen (NOR)         | 113.                    |
| 216                     | Lucie Jounier (FRA)           | DNF-3                   |
| 217                     | Josie Nelson (GBR)            | 121.                    |

Convenções:
- AB-N: Abandono na etapa "N"
- FLT-N: Retiro por chegada fora do limite de tempo na etapa "N"
- NTS-N: Não tomou a saída para a etapa "N"
- DES-N: Desclassificado ou expulsado na etapa "N"

## Transmissão
Assim como na edição de 2022, a cobertura televisiva ao vivo será fornecida pela France Télévisions em conjunto com a European Broadcasting Union. A cobertura da televisão francesa mudou para o canal France 2 de maior visibilidade devido à alta audiência da edição de 2022. Serão transmitidas pelo menos duas horas e meia de cada etapa, com a primeira e a última etapas exibidas do início ao fim.